# 1978
- Wikisource

| Calendário gregoriano                                                        | 1978 MCMLXXVIII                     |
| Ab urbe condita                                                              | 2731                                |
| Calendário arménio                                                           | 1427 – 1428                         |
| Calendário bahá'í                                                            | 134 – 135                           |
| Calendário budista                                                           | 2522                                |
| Calendário chinês                                                            | 4674 – 4675 Início a 7 de fevereiro |
| Calendário copta                                                             | 1694 – 1695                         |
| Calendário etíope                                                            | 1970 – 1971                         |
| Calendários hindus - Vikram Samvat - Calendário nacional indiano - Cáli Iuga | 2033 – 2034 1899 – 1900 5078 – 5079 |
| Calendário Holoceno                                                          | 11978                               |
| Calendário islâmico                                                          | 1398 – 1399                         |
| Calendário judaico                                                           | 5738 – 5739 Início a 2 de outubro   |
| Calendário persa                                                             | 1356 – 1357 Início a 21 de março    |
| Calendário rúnico                                                            | 2228                                |
| Calendário solar tailandês                                                   | 2521                                |

1978 (MCMLXXVIII, na numeração romana) foi um ano comum do século XX que começou num domingo, segundo o calendário gregoriano. A sua letra dominical foi A. A terça-feira de Carnaval ocorreu a 7 de fevereiro e o domingo de Páscoa a 26 de março. Segundo o horóscopo chinês, foi o ano do Cavalo, começando a 7 de fevereiro.

| Evento                                                   | Data            | Hora  |
| -------------------------------------------------------- | --------------- | ----- |
| Aquário                                                  | 20 de janeiro   | 10:04 |
| Peixes                                                   | 19 de fevereiro | 00:21 |
| primavera no hemisfério norte e outono no hemisfério sul |                 |       |
| Carneiro/equinócio                                       | 20 de março     | 23:34 |
| Touro                                                    | 20 de abril     | 10:50 |
| Gémeos                                                   | 21 de maio      | 10:09 |
| verão no hemisfério norte e inverno no hemisfério Sul    |                 |       |
| Caranguejo/solstício                                     | 21 de junho     | 18:10 |
| Leão                                                     | 23 de julho     | 05:01 |
| Virgem                                                   | 23 de agosto    | 11:57 |
| Outono no Hemisfério Norte e Primavera no Hemisfério Sul |                 |       |
| Balança/equinócio                                        | 23 de setembro  | 09:26 |
| Escorpião                                                | 23 de outubro   | 18:38 |
| Sagitário                                                | 22 de novembro  | 16:05 |
| inverno no hemisfério norte e verão no hemisfério sul    |                 |       |
| Capricórnio/solstício                                    | 22 de dezembro  | 05:21 |

| UTC: Portugal Continental, Madeira, Guiné-Bissau e São Tomé e Príncipe Subtrair (-): 1 h nos Açores e Cabo Verde 2 h nas Ilhas oceânicas brasileiras 3 h em Brasília, em Goiás, na Amazônia Oriental Brasileira e no nordeste, sudeste e sul brasileiros 4 h na Amazônia Ocidental Brasileira, Mato Grosso e Mato Grosso do Sul 5 h no Acre e sudoeste do Amazonas Adicionar (+): 1 h em Angola e Guiné Equatorial 2 h em Moçambique 8 h em Macau 9 h em Timor-Leste. |
| Adicionar uma hora durante a vigência do horário de verão: Portugal Continental : De 26 de março a 1 de outubro de 1978 |

| Ano completo                    |
| ------------------------------- |
| Ano comum com início ao domingo |

Foi declarado pela ONU como o "Ano Internacional Antiapartheid" e corresponde, no ciclo de doze anos que forma o calendário chinês a um ano do signo "Cavalo".

## Eventos
- 1 de fevereiro - Criação da Academia da Força Aérea portuguesa.
- 16 de maio - Atentado à imagem da Padroeira do Brasil, Nossa Senhora Aparecida.
- 5 de junho - Termina a Guerra dos Chimpanzés de Gombe.
- 25 de junho - Seleção Argentina campeã da Copa do Mundo de Futebol sobre a Holanda
- 1 de julho - Austrália concede autogoverno ao Território do Norte.
- 7 de julho - Independência das Ilhas Salomão.
- 6 de agosto - Morre o Papa Paulo VI, depois de 15 anos de pontificado.
- 7 de agosto - Julio César Turbay Ayala substitui Alfonso López Michelsen como presidente da Colômbia.
- 26 de agosto - O cardeal Albino Luciani se torna o Papa João Paulo I.
- 28 de agosto - Alfredo Nobre da Costa substitui Mário Soares no cargo de primeiro-ministro de Portugal.
- 28 de setembro - Morre o Papa João Paulo I, 33 dias depois de ser eleito.
- 1 de outubro - Independência de Tuvalu.
- 16 de outubro - O cardeal Karol Józef Wojtyła, da Polônia, é eleito como Papa João Paulo II.
- 3 de novembro - Independência da Dominica.
- 31 de dezembro - Ernesto Geisel envia emenda ao congresso para acabar com o AI-5.

## Nascimentos
- 7 de fevereiro - Ashton Kutcher, ator, produtor, modelo e investidor estadunidense.
- 1 de março - Jensen Ackles, ator estadunidense.
- 17 de abril - Juliana Baroni, atriz brasileira.
- 12 de julho - Topher Grace, ator estadunidense.
- 18 de agosto - Andy Samberg, ator, comediante e músico estadunidense.
- 31 de agosto - Regiane Alves, atriz brasileira.
- 16 de setembro -  Carolina Dieckmann, atriz brasileira.
- 17 de novembro - Rachel McAdams, atriz canadense.
- 17 de novembro - Tom Ellis, ator britânico.
- 24 de novembro - Katherine Heigl, atriz americana.
- 29 de novembro - Lauren German, atriz americana.
- 25 de novembro - Ringo Shiina, cantora, compositora e produtora japonesa.

## Mortes
- 26 de janeiro - Leo Genn, ator e barrister inglês (n. 1905).
- 20 de fevereiro - Vitorino Nemésio, poeta e escritor português (n. 1901).
- 28 de fevereiro - Zara Cully, atriz americana (n. 1892).
- 7 de março — Lourenço de Jesus Maria José Vaz de Almada, político e historiador português (n. 1897).
- 18 de março - Peggy Wood, atriz e cantora americana (n. 1892).
- 27 de abril - Mohammed Daoud Khan, Primeiro-Ministro de 1953 a 1963 e presidente da República do Afeganistão de 1973 a 1978 (n. 1909)
- 1 de maio - Aram Khachaturian, compositor soviético de origem armênia (n. 1903).
- 22 de maio - Colin Hannah, político australiano (n. 1914).
- 25 de julho - Zanoni Ferrite, ator de teatro e televisão (n. 1946).
- 6 de agosto - Papa Paulo VI, 263º papa (n. 1897).
- 7 de setembro - Keith Moon, músico britânico (n. 1946).
- 11 de setembro - Janet Parker, fotógrafa britânica (n. 1938).
- 28 de setembro - Papa João Paulo I, 264º papa. (n. 1912).
- 4 de outubro - Roy L. Dennis, adolescente americano que tinha displasia craniodiafisária (n. 1961).
- 8 de outubro - Karl Swenson, ator americano (n. 1908).
- 17 de outubro - Giovanni Gronchi, presidente de Itália de 1955 a 1962 (n. 1887).
- 4 de novembro - Joaquim Cardozo, engenheiro brasileiro (n. 1897)
- 18 de novembro - Jim Jones, líder religioso (n. 1931).
- 10 de dezembro - Emilio Portes Gil, presidente interino do México de 1928 a 1930 (n. 1890).
- 11 de dezembro - Raúl Alberto Lastiri, presidente da Argentina em 1973 (n. 1915).
- 27 de dezembro - Houari Boumédiène, presidente da Argélia de 1965 a 1978 (n. 1932)
- 31 de dezembro - Nicolau dos Reis Lobato, político timorense (n. 1946)

## Por tema
- 1978 na arte
- 1978 no Brasil
- 1978 na ciência
- 1978 no cinema
- Desastres em 1978
- 1978 no desporto
- 1978 no jornalismo
- 1978 na literatura
- 1978 na música
- 1978 na política
- 1978 na rádio
- 1978 no teatro
- 1978 na televisão

## Prêmio Nobel
- Física - Pyotr Kapitsa, Arno Penzias, Robert Woodrow Wilson.
- Química - Peter D. Mitchell.
- Medicina - Werner Arber, Daniel Nathans, Hamilton O. Smith.
- Literatura - Isaac Bashevis Singer.[1]
- Paz - Mohamed Anwar Al-Sadat[2] e Menachem Begin.
- Economia - Herbert A. Simon.[2]

## Epacta e idade da Lua
| Epacta gregoriana | 23 (XXIII) |
| Idade da Lua      | Letra D    |

## Por tema
- 1978 na arte
- 1978 no Brasil
- 1978 na ciência
- 1978 no cinema
- Desastres em 1978
- 1978 no desporto
- 1978 no jornalismo
- 1978 na literatura
- 1978 na música
- 1978 na política
- 1978 na rádio
- 1978 no teatro
- 1978 na televisão